# Meriones libycus
Meriones libycus är en däggdjursart som beskrevs av Lichtenstein 1823. Meriones libycus ingår i släktet Meriones, och familjen råttdjur. Inga underarter finns listade.

## Beskrivning
En medelstor ökenråtta med en längd av 24 till 36 cm, inklusive den 12 till 19 cm långa svansen. Vikten varierar från 60 till 140 g. Pälsen på ovansidan är brungrå med mera rent grå färg på ryggen samt små, vitaktiga fläckar bakom öronen. Svansen har tjock, gulgrå päls med rödaktig bas och en svart hårborste i spetsen.

## Ekologi
Arten lever i öknar och halvöknar, speciellt i områden med mer eller mindre permanenta dyner och ansamlingar av sand som torra floddalar (wadier). Den kan mera sällan förekomma i odlade områden. Arten kan gå upp till 1 700 m i bergen. Den är anpassad för ett ökenliv genom sin förmåga att effektivt urvinna vatten ur födan, genom att inte svettas och ha en mycket koncentrerad urin och torr avföring. Till skillnad från många andra ökenråttor som är nattaktiva, kan denna art även i vissa områden vara i rörelse på dagen.
Boet är en mycket komplex, underjordisk konstruktion utgrävd under någon buske. Det kan vara så stort som 10 m i diameter, och ligga på ett djup på 1 1/2 m. Boet har mellan 2 och 8 ingångar och flera gångar som leder till en förrådskammare. Det är vanligt att den ofta byter bo om det gamla skulle visa sig vara olämpligt. I vissa områden formar djuren mindre kolonier, medan den i andra lever solitärt.

### Föda
Födan består främst av frön från kolokvint och korgblommiga växter samt gräs, ärtväxter och amarantväxter. Arten kan mera sällan även äta insekter som gräshoppor. Individer som lever i jordbrukslandskap kan ta potatis och tomat. Den kan hamsta upp till 10 kg föda i boets förrådskammare.

### Fortplantning
Inte mycket är känt om artens fortplantning, men man antar att honan under bästa förhållanden får 3 till 4 kullar per år med 3 till 7 ungar i varje, efter en månads dräktighet. Antalet är dock mycket variabelt. Ungarna är självständiga efter 4 till 5 veckor, och blir könsmogna när de är mellan 2 och 6 månader gamla. 

## Utbredning
Arten har en vid utbredning, från Västsahara, Mauretanien och Egypten i Nordafrika via Arabiska halvön till Kina i östra Asien.

## Status
Meriones libycus är vanlig i hela sitt utbredningsområde, och IUCN kategoriserar den globalt som livskraftig. Inga hot har registrerats, däremot betraktas djuret i delar av sitt utbredningsområde som ett skadedjur på grund av sin vana att äta grödor.